# Sabedo
Sabedo is een bestuurslaag in het regentschap Sumbawa van de provincie West-Nusa Tenggara, Indonesië. Sabedo telt 3038 inwoners (volkstelling 2010).